# Rôle social
 (janvier 2020).
Si vous disposez d'ouvrages ou d'articles de référence ou si vous connaissez des sites web de qualité traitant du thème abordé ici, merci de compléter l'article en donnant les références utiles à sa vérifiabilité et en les liant à la section « Notes et références ».
La notion de rôle social fait l'objet de nombreux débats définitionnels en sociologie. Elle a été développée au XXe siècle par deux courants étatsuniens : d'un côté par des sociologues s'inscrivant dans une perspective anthropologique, partant des travaux de Ralph Linton, et de l'autre par des interactionnistes à partir des travaux de George Herbert Mead.
On peut réunir ces approches en considérant qu'un rôle social désigne les comportements attendus et réalisés par un individu en fonction de sa position ou de son statut social. Un décalage entre le comportement attendu et le comportement observé peut alors entraîner des sanctions sociales plus ou moins importantes (allant de la réprobation aux poursuites judiciaires, licenciement ou exclusion d'un groupe social).
Il existe diverses théories des rôles, mais elles ont en général en commun un certain nombre de propositions :
1. La division du travail dans une société prend la forme d'une interaction entre des positions spécialisées : les rôles sociaux
2. Ces rôles sont les comportements attendus d’un individu (ou parfois d'une organisation), dans l’exercice d’une fonction qui renvoie au statut social.
3. Les personnes ou groupes de personnes occupant ces rôles sont définis comme des acteurs sociaux
4. Lorsqu'un rôle est légitime les individus sont prêts à faire des efforts pour se conformer à ce rôle, ou à punir ceux qui violent les normes sociales qui y sont attachées.

Occuper simultanément plusieurs rôles peut conduire à un conflit de rôles, voire à un conflit d'intérêts.

## Histoire de la notion

### «Préhistoire» de la notion
Certains sociologues évoquent une « préhistoire » de la notion de rôle social en tant qu'elle aurait été mobilisée par des auteurs comme Gabriel Tarde, Henri Bergson, Wilfried Pareto ou encore Emile Durkheim,. C'est ensuite George Herbert Mead qui formule pour la première fois de façon explicite le terme de rôle dans ses travaux et « qui en fait la condition nécessaire à la formation de la personnalité », suivie de près par Ralph Linton « qui élargit cette vision en reliant le rôle au statut, la personnalité de base et le caractère de la structure sociale ».

### Approche anthropologique
À la suite de Ralph Linton se développe la définition anthropologique du rôle qui s'attarde à une conception institutionnelle de celui-ci et qui repose sur la notion de status. Les travaux de Robert K. Merton sont également fondateurs dans ce courant puisqu'il adapte cette pensée aux sociétés complexes : « chaque individu se voit alors assigner plusieurs statuts et plusieurs rôles peuvent être associés à chaque statut » créant alors une possibilité de conflit. Le sociologue anglo-allemand Ralf Dahrendorf s'inscrit également dans ces travaux, se concentrant sur la normativité des attentes de rôles et s'intéressant aux sanctions sociales qui en découlent : celles-ci peuvent être « nécessaires », « obligatoires » ou « facultatives ». Il mobilise les travaux précédents, notamment ceux de Robert Merton, en considérant que le « groupe de référence » influence la façon dont les individus perçoivent les attentes et les sanctions liés aux rôles dans lesquels ils se reconnaissent.

### Approche interactionniste
Le courant interactionniste s'inscrit dans les pas de la définition de George Herbert Mead, s'intéressant cette fois au lien entre « soi » et l'environnement. Peter Berger s'inscrit notamment dans cette perspective, considérant que « les rôles sont des « typifications » qui permettent d’anticiper ce qu’on peut normalement attendre d’un individu dans une situation sociale donnée ». L'un des auteurs majeurs de ce courant se trouve dans la personne de Erving Goffman, qui développe une analogie au théâtre dans La mise en scène de la vie quotidienne  et qui est à l'origine de la notion de « distance au rôle », notamment développée dans Encounters. On retrouve deux passages de ce livre dans un article traduit par Yves Winkin portant sur la salle d'opération.

### Vision française illustrée par l'approche de Jacques Lagroye
En France, ce sont les travaux de Jacques Lagroye qui ont le plus de résonance sur la question. En 1997, il répond à des questions posées par Brigitte Gaïty et Frédéric Sawicki dans l'article introductif d'un dossier de Politix appelé « on ne subit pas son rôle ». Il y explique qu'il refuse de se placer dans l'une ou l'autre des approches existantes mais préfère se placer à l'intersection des deux en pensant les rôles à partir de la notion d'attente. En partant de l'analyse d'institutions, il considère qu'elles peuvent être porteuses de rôles et que les individus évoluant en leur sein nourrissent des attentes les uns vis-à-vis des autres. Lors de l'arrivée dans une institution, il apparaît ainsi nécessaire « d'apprendre, comprendre ce qu'il convient de faire dans différentes situations concrètes » (p. 13). Il développe notamment cette perspective en s'intéressant au métier d'élu, montrant qu'il « s'apparente à la gestion de rôles multiples apparus dans des configurations différentes des rapports sociaux, des offres de savoir-faire et des relations politiques » (p. 9). Ce qu'il semble important à retenir dans la perspective développée par Jacques Lagroye est son attachement à souligner la diversité des positions sociales dans lesquelles s'inscrivent les individus et, ainsi, des rôles sociaux auxquels ils peuvent choisir ou non de se conformer.

## Types de rôles
En sociologie, on distingue diverses catégories de rôles sociaux
1. Rôles culturels (p.e. prêtre)
2. Rôles liés à la division du travail (p.e. professeur, directeur d'école)
3. Rôles liés à une situation (p.e. témoin d'un accident)
4. Rôles bio-sociologique (p.e. place de l'homme dans un écosystème)
5. Rôles de genre ou familiaux (p.e. homme, femme, père...)

## Variance et évolution des rôles
Les rôles sociaux ne sont pas des modèles figés. Ils évoluent dans le temps et individuellement : chacun adapte ces rôles à sa personnalité : c’est la variance des rôles.
Un stagiaire par exemple peut remplir la fonction d'un infirmier sans en avoir le statut. La façon dont il répond aux attentes des malades de son service, des autres professionnels et de son encadrement constitue son rôle. Certaines attentes sont formalisées comme le droit des malades, d'autres sont implicites et renvoient aux représentations qu'a chaque malade de la relation de soin. Le rôle doit prendre en compte des attentes parfois contradictoires. Dans l'exemple cité, le stagiaire infirmier doit tenter de répondre aux attentes de soin des malades et répondre à des attentes d'efficacité de son encadrement qui peuvent aller dans certains cas à l'encontre d'une prise en charge des personnes telles qu'elles la conçoivent elles-mêmes et telles que le jeune professionnel peut également la concevoir.